# Furcraea martinezii
Furcraea martinezii là một loài thực vật có hoa trong họ Măng tây. Loài này được García-Mend. & L.de la Rosa mô tả khoa học đầu tiên năm 2000.